# Cineserra – Festival do Audiovisual da Serra Gaúcha 2019
Após um ano de hiato, a sexta edição do Cineserra foi realizada entre os dias 1 e 14 de abril 2016. 
Esta edição recebeu 122 títulos inscritos, provenientes de 23 diferentes cidades do Rio Grande do Sul, dos quais foram selecionadas 50 produções. Vinte projetos audiovisuais participaram do concurso regional e trinta do estadual.
A programação do festival foi exibida nas mesmas cidades da edição anterior, e pela primeira vez na cidade de Torres, no litoral gaúcho. Essa edição do festival também contou com exibições em escolas de Flores da Cunha.
Além da mostra gratuita, a programação do festival contou com uma sessão extra na Sala de Cinema Ulysses Geremia, onde foi exibido o documentário Acesso à Zona de Perigo, de Peter Casaer e Eddie Gregoor. No filme, é apresentado o trabalho da organização internacional Médicos sem Fronteiras, que atua em regiões tomadas pela violência de conflitos armados.
No meio da programação do evento, ocorreu o workshop "A Ilusão da Realidade – Narrativas Documentais", ministrado pelo diretor da Transe Filmes, jornalista, roteirista e pesquisador, André Costantin.
A cerimônia de premiação ocorreu em 13 de abril e, assim como sua antecessora, foi realizada no Teatro do Sesc em Caxias do Sul. Ao todo, foram entregues 35 troféus, sendo 16 para o certame regional, 16 para o certame estadual e 3 para os escolhidos através do voto popular.
Os destaques da edição foram os filmes Sou Ana Mazzotti e O Homem que Via Música em Tudo, que concorreram no certame regional e receberam três premiações cada.
Esta edição do festival foi realizada com financiamento da Lei de Incentivo à Cultura da Prefeitura de Caxias do Sul e apoio cultural de NL Informática, Bitcom, Guinchos Vanin e Randon.

## Vencedores no Certame Regional

### Ficção e Documentário
- Melhor Filme de Ficção: Subtexto, de Cristian Beltrán
- Melhor Filme Documentário: Sou Ana Mazzotti, de Breno Dallas e João Boaventura
- Melhor Direção: Breno Dallas e João Boaventura, por Sou Ana Mazzotti
- Melhor Roteiro: Douglas Bolzan, por O Homem que Via Música em Tudo
- Melhor Fotografia: Breno Dallas, por O Homem que Via Música em Tudo
- Melhor Direção de Arte: Pauline Hipólito, por Subtexto
- Melhor Edição: Michel Kriger, por Subtexto
- Melhor Desenho de Som: Francisco Maffei, por Sou Ana Mazzotti
- Melhor Trilha Sonora: Beto Scopel e Ccoma, por O Homem que Via Música em Tudo
- Melhor Ator: Cristian Beltrán, por Subtexto
- Melhor Atriz: Ana Michelon Gomes, por O Inimigo
- Menção Honrosa: Escarlate, de Lauren Fogaça

### Videoclipe
- 1° lugar: Almost Unreal (From Autumn), de Maicon Benato
- 2° lugar: High (Kripper), de Rafael Willms
- 3° lugar: Setembro (Vic Limberger), de Lauren Fogaça
- Menção honrosa: Lute Sempre (L.U.T.E Corp), de Rafael Wilmms

## Vencedores no Certame Estadual

### Ficção e Documentário
- Melhor Filme de Ficção: Sem Abrigo, de Leonardo Remor
- Melhor Filme Documentário: Que Som Tem a Distância, de Marcela Schild
- Melhor Direção: Guto Bozzetti, por Mocinho e Bandido
- Melhor Roteiro: Felipe Iesbick, por À Sombra
- Melhor Fotografia: Rodger Timm, por Fè Mye Talè
- Melhor Direção de Arte: Gianna Soccol, por Pelos Velhos Tempos
- Melhor Edição: Daniel Almeida, por Pelos Velhos Tempos
- Melhor Desenho de Som: Bafo Na Nuca Música, por Lithium
- Melhor Trilha Sonora: Idòwú Akinrúli e Gustavo Foppa, por Fè Mye Talè
- Melhor Ator: João Vitor Machado, por Mocinho e Bandido
- Melhor Atriz: Rejane Arruda, por Sem Abrigo
- Menção Honrosa em Ficção: Grito, de Luiz Alberto Cassol

### Videoclipe
- 1° lugar: Long Fever (L.A.R.A), de Vinícius Lara e Henrique Wallau
- 2° lugar: Espetáculo (Mun-Rá), de Bruno dos Anjos
- 3° lugar: Reticências (Nei Van Soria), de Eduardo Christofoli
- Menção Honrosa: Moving Ground (Hibria), de Deivis Horbach

## Vencedores pelo Voto Popular
- Melhor Filme de Ficção: Outro Tempo, de Manu Zilveti
- Melhor Filme Documentário: Um Corpo Feminino, de Thais Fernandes
- Melhor Videoclipe Musical: Lá Fora (Thiago Wilbert e Os Buena Onda), de Thiago Wilbert

## Outras edições do Cineserra
- Cineserra 2013
- Cineserra 2014
- Cineserra 2015
- Cineserra 2016
- Cineserra 2017
- Cineserra 2020
- Cineserra 2021